# رلاتلیماب
رلاتلیماب (به انگلیسی: Relatlimab) نوعی آنتی‌بادی مونوکلونال است که برای درمان ملانوما تولید شده است. این دارو هم‌اکنون مراحل کارآزمایی بالینی فاز II و فاز III را می‌گذراند.